# 柿崎晴家
柿崎 晴家（かきざき はるいえ）は、戦国時代から安土桃山時代にかけての武将。上杉氏の家臣。柿崎城主。

## 生涯
上杉謙信の重臣・柿崎景家の次男として生まれる。
永禄13年（1570年）3月5日、謙信と北条氏康が越相同盟を結んだとき、子の無い謙信に代わって、北条氏に対する人質として晴家が差し出された。しかし、氏康が死去して同盟が破棄されると景家のもとに戻っている。天正2年（1574年）に景家が死去すると、家督を継いで柿崎家の当主となる。翌天正3年（1575年）の『上杉家軍役帳』によると260人の軍役を負担したという。
天正6年（1578年）、謙信死後に上杉景勝と上杉景虎との間で家督争い（御館の乱）が勃発すると、晴家は景虎を支持したため、景勝方によって春日山城内で謀殺されたという。ただし、子の千熊丸（後の憲家）を擁した上野九兵衛率いる家臣団の一派が景勝方に与したため、千熊丸を当主として柿崎家は存続した。
また、天正5年（1577年）に織田方への内通を謙信に咎められ誅殺されたとする説がある他、同年に謙信が景虎ではなく景勝を後継者にしようとしていることを知った景家父子が春日山城で景虎擁立のクーデターを起こそうとして処刑されたとする片桐昭彦の説がある。